# Seweryn Bieszczad
Seweryn Bieszczad (ur. 18 listopada 1852 w Jaśle, zm. 17 czerwca 1923 w Krośnie) – polski malarz początku XX wieku, realista (doskonale posługiwał się akwarelą) związany z Krosnem.

## Życiorys
Urodził się w rodzinie malarza. Studiował w Szkole Sztuk Pięknych w Krakowie w latach 1868–1876, pod kierunkiem Władysława Łuszczkiewicza, a potem Jana Matejki, oraz uczestniczył w zajęciach prowadzonych przez Leona Dembowskiego i Feliksa Szynalewskiego.
Będąc stypendystą Szkoły Sztuk Pięknych w Krakowie, studiował w Akademii Sztuk Pięknych w Monachium pod kierunkiem Alexandra Wagnera. Studiował też w Dreźnie jako stypendysta Akademii Sztuk Pięknych w Wiedniu. Po studiach mieszkał w Krakowie. W 1891, za radą przyjaciół, przeniósł się na stałe do Krosna, gdzie mieszkał do końca życia (z wyjątkiem lat 1920–1923, kiedy przebywał w Pleszewie w województwie poznańskim). W Krośnie był animatorem kulturalnym, twórcą kółka teatru amatorskiego, członkiem komisji artystycznych oraz stowarzyszenia artystycznego „Sztuka”.

## Galeria

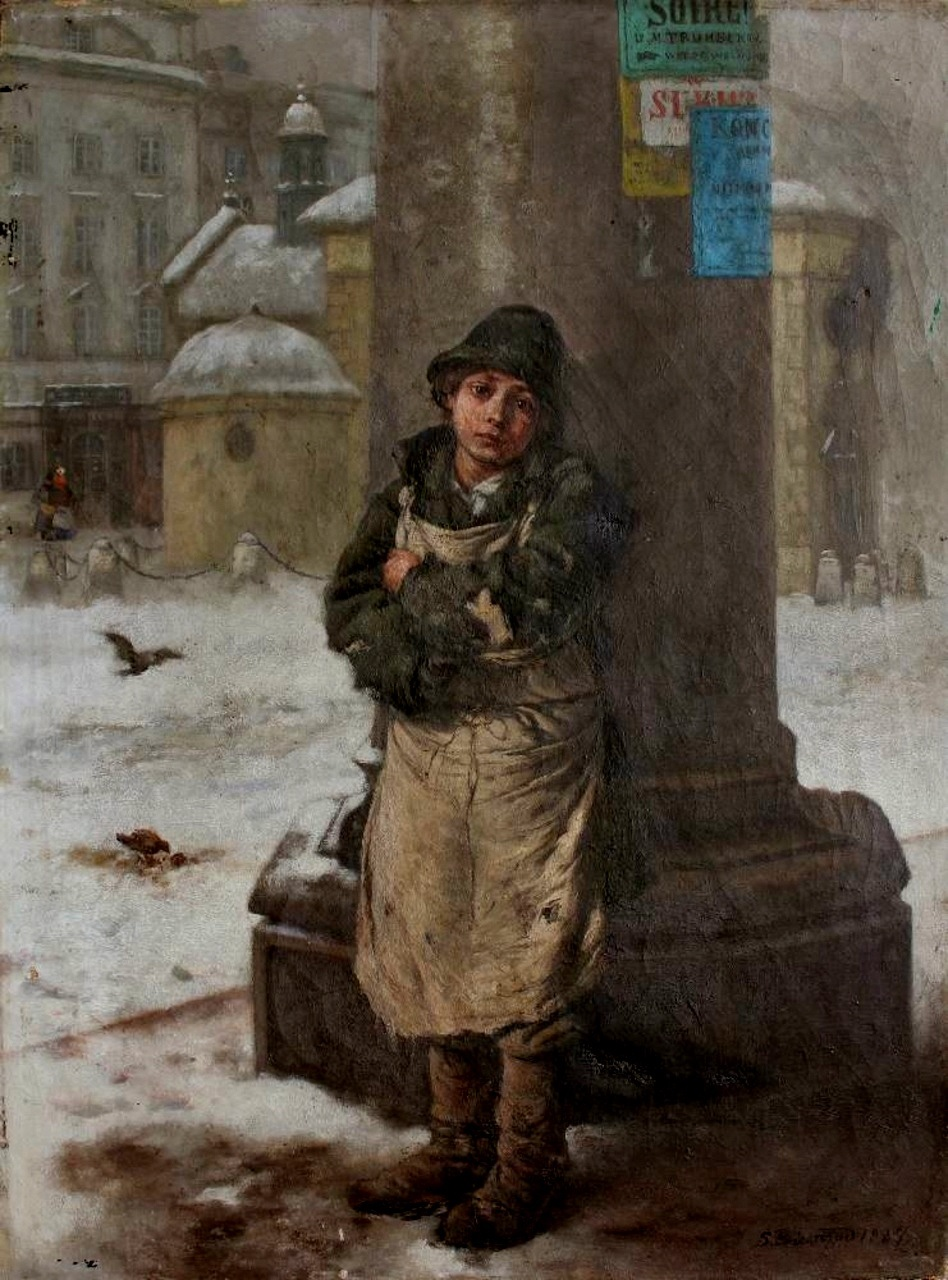
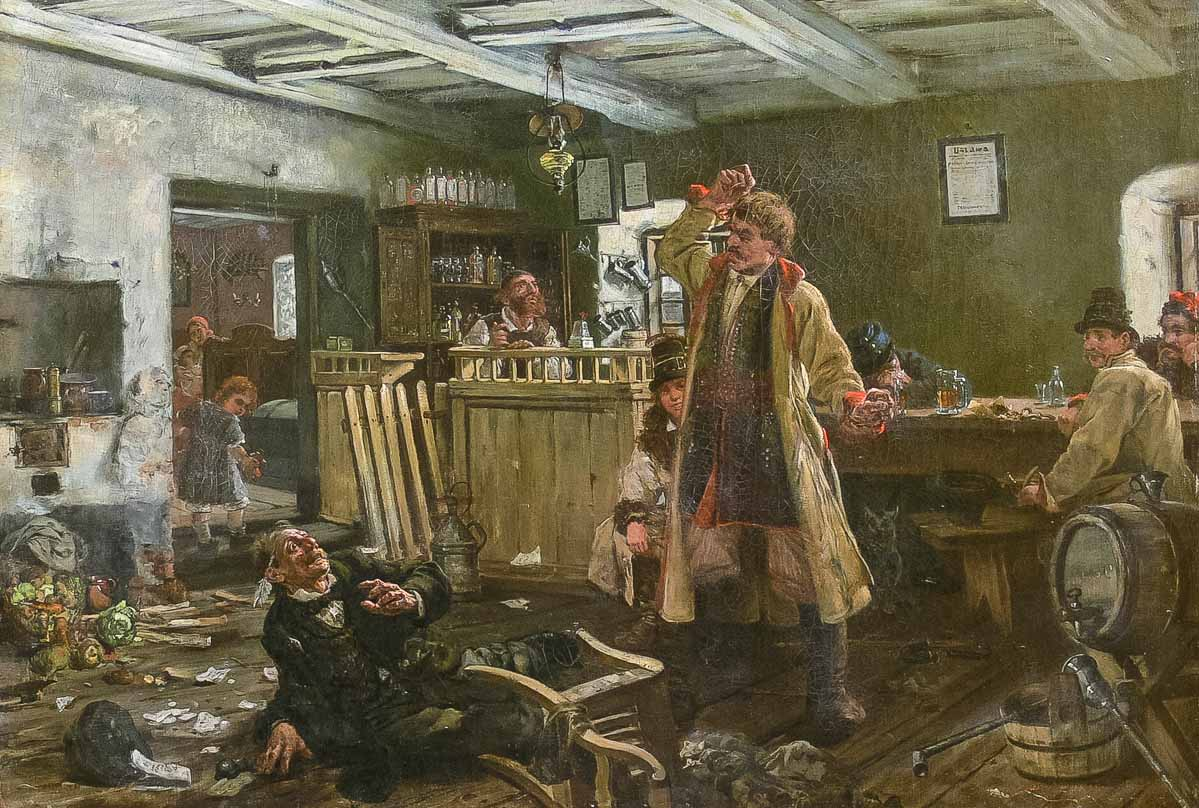
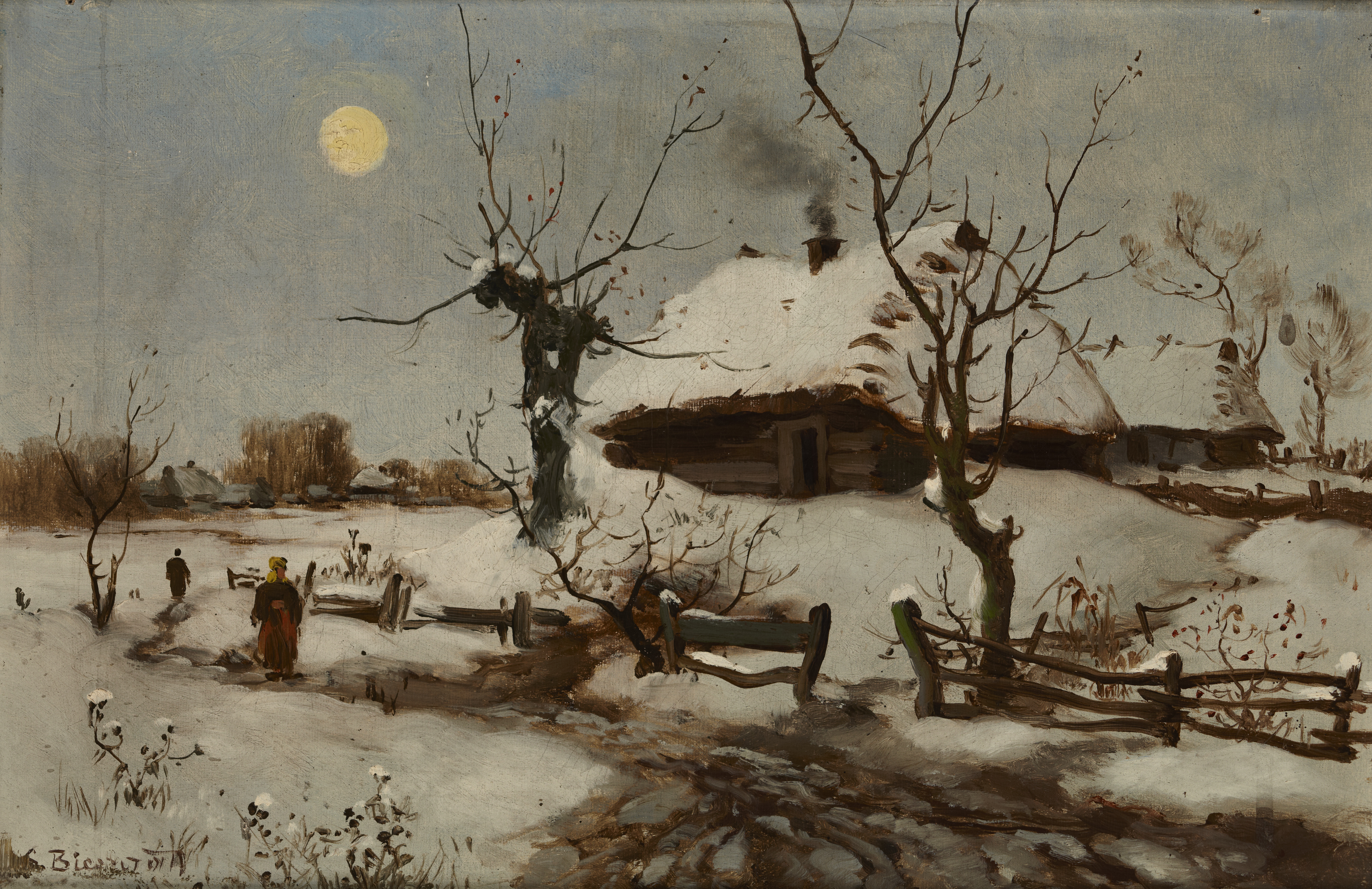
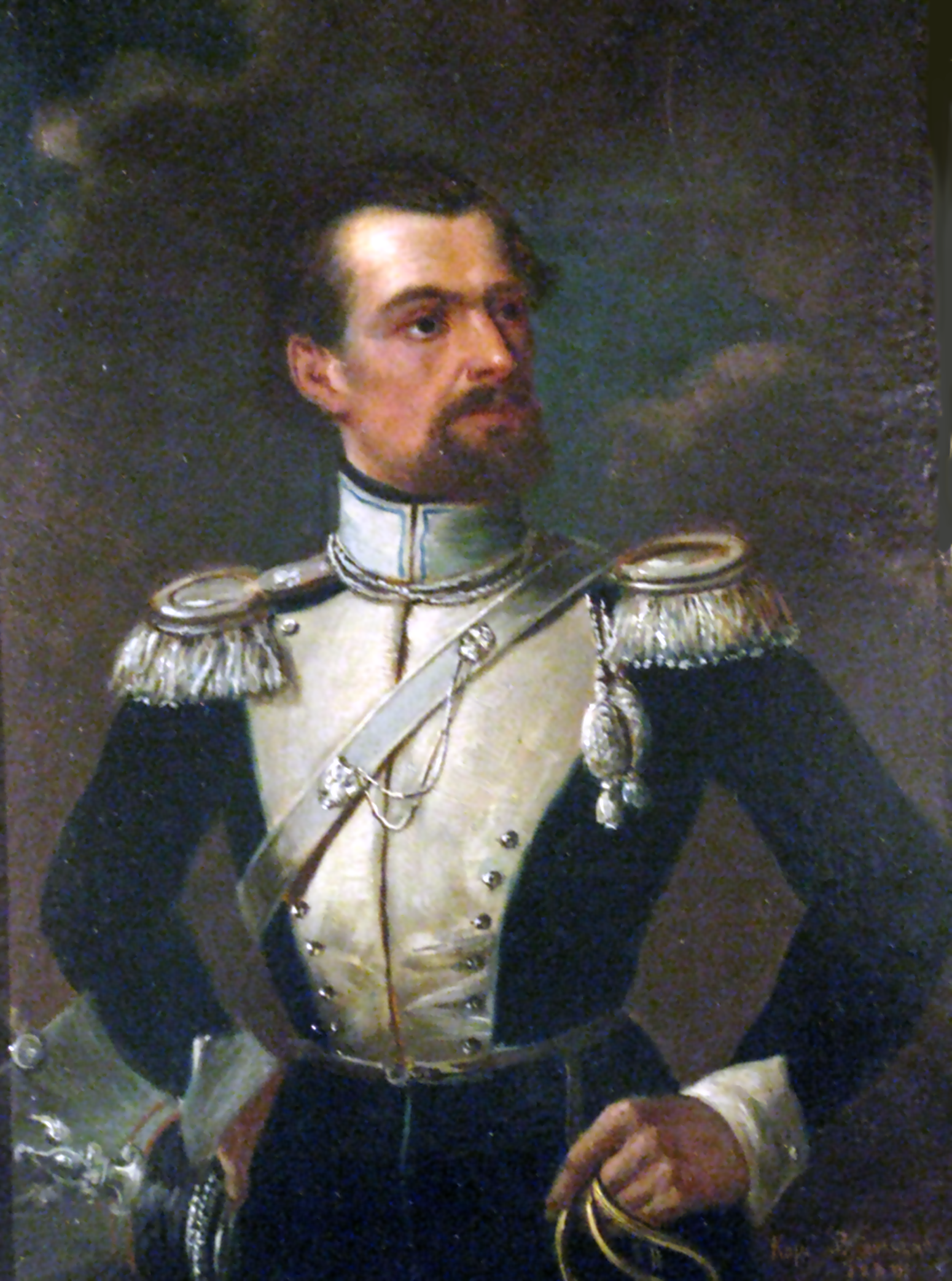